# Йоханета фон Сайн-Витгенщайн (1561–1622)
Йоханета фон Сайн-Витгенщайн (на немски: Johannette von Sayn-Wittgenstein; * 15 февруари 1561; † 13 април 1622, Диленбург) от род Сайн-Витгенщайн, е графиня от Графство Витгенщайн и чрез женитба графиня на Насау-Диленбург.

## Произход
Тя е дъщеря на граф Лудвиг I фон Зайн-Витгенщайн (1532 – 1605) и първата му съпруга Анна фон Золмс-Браунфелс (1538 – 1565), дъщеря на граф Филип фон Золмс-Браунфелс и Анна фон Текленбург.

## Фамилия
Йоханета се омъжва на 14 юни 1586 г. в Берлебург за граф Йохан VI „Стари“ фон Насау-Диленбург (1536 – 1606). Тя е третата му съпруга. Те имат децата:
- Георг Лудвиг (1588 – 1588)
- Йохан Лудвиг (1590 – 1653), княз на Насау-Хадамар, ∞ 1617 графиня Урсула фон Липе (1598 – 1638), дъщеря на граф Симон VI фон Липе и Елизабет фон Холщайн-Шаумбург
- Йоханета Елизабет (1593 – 1654), ∞ 1616 граф Конрад Гумпрехт фон Бентхайм-Текленбург (1585 – 1618), син на граф Арнолд II (IV) фон Бентхайм-Текленбург и графиня Магдалена фон Нойенар-Алпен
- Анна (1594 – 1660), ∞ 1619 граф Филип Ернст фон Изенбург-Бюдинген (1595 – 1635), син на граф Волфганг Ернст I фон Изенбург-Бюдинген и графиня графиня Анна фон Глайхен-Ремда
- Магдалена (1595 – 1633), ∞ 1624 граф Георг Албрехт I фон Ербах (1597 – 1649), син на граф Георг III фон Ербах и Мария фон Барби-Мюлинген
- Анна Амалия (1599 – 1667), ∞ 1648 граф Вилхелм Ото фон Изенбург-Бюдинген (1597 – 1667), син на граф Волфганг Ернст I фон Изенбург-Бюдинген и графиня Анна фон Глайхен-Ремда
- Юлиана (1602 – 1602)